# Distretto di Dahmouni
Il distretto di Dahmouni è un distretto della provincia di Tiaret, in Algeria.

## Comuni
Il distretto di Dahmouni comprende 2 comuni:
- Dahmouni
- Aïn Bouchekif